# Racing Club de Madrid
Maillots
Le Racing Club de Madrid est un ancien club espagnol de football basé à Madrid. Le club a participé à la première édition du Championnat d'Espagne de football D2.

## Histoire
Le Racing Club de Madrid est issu de la fusion en 1914 de deux clubs madrilènes, le Cardenal Cisneros et le Regional. Le club rejoint la Fédération castillane de football en 1915. Les madrilènes évoluent dans le Campeonato Regional Centro (es), qu'ils remportent en 1915 et en 1919.
Le club disparaît en 1932.

## Palmarès
- Campeonato Regional Centro (es) (2) : 
  - Champion : 1915 et 1919
  - Vice-champion : 1916, 1921, 1924, 1930